# Cratere Badarzewska
Badarzewska  è un cratere sulla superficie di Venere. Deve il suo nome a Tekla Bądarzewska-Baranowska, compositrice polacca.